# Lakeshore (Ontario)
Pour les articles homonymes, voir Lakeshore.
Lakeshore est une ville dans le comté d'Essex de la province canadienne d'Ontario. Elle est située à la rive du sud de la rivière Détroit.

## Démographie
| 2001   | 2006   | 2011   | 2016   |
| ------ | ------ | ------ | ------ |
| 28 746 | 33 245 | 34 546 | 36 611 |